# Army Men
Army Men är en serie datorspel utvecklade av 3DO och Global Star Software. Det är baserat på olika konflikter mellan fyra typer av armémän i plast, kännetecknas av deras färg: den gröna, tan, blå och grå. Två andra fraktioner, Röda och Orange, liksom en mycket mindre armé, Svarta, bidrar också till berättelsen. Två ytterligare fraktioner, Galactic Army och Alien Army, introducerades i Army Men: Toys in Space.